# Mayrhofner Bergbahnen

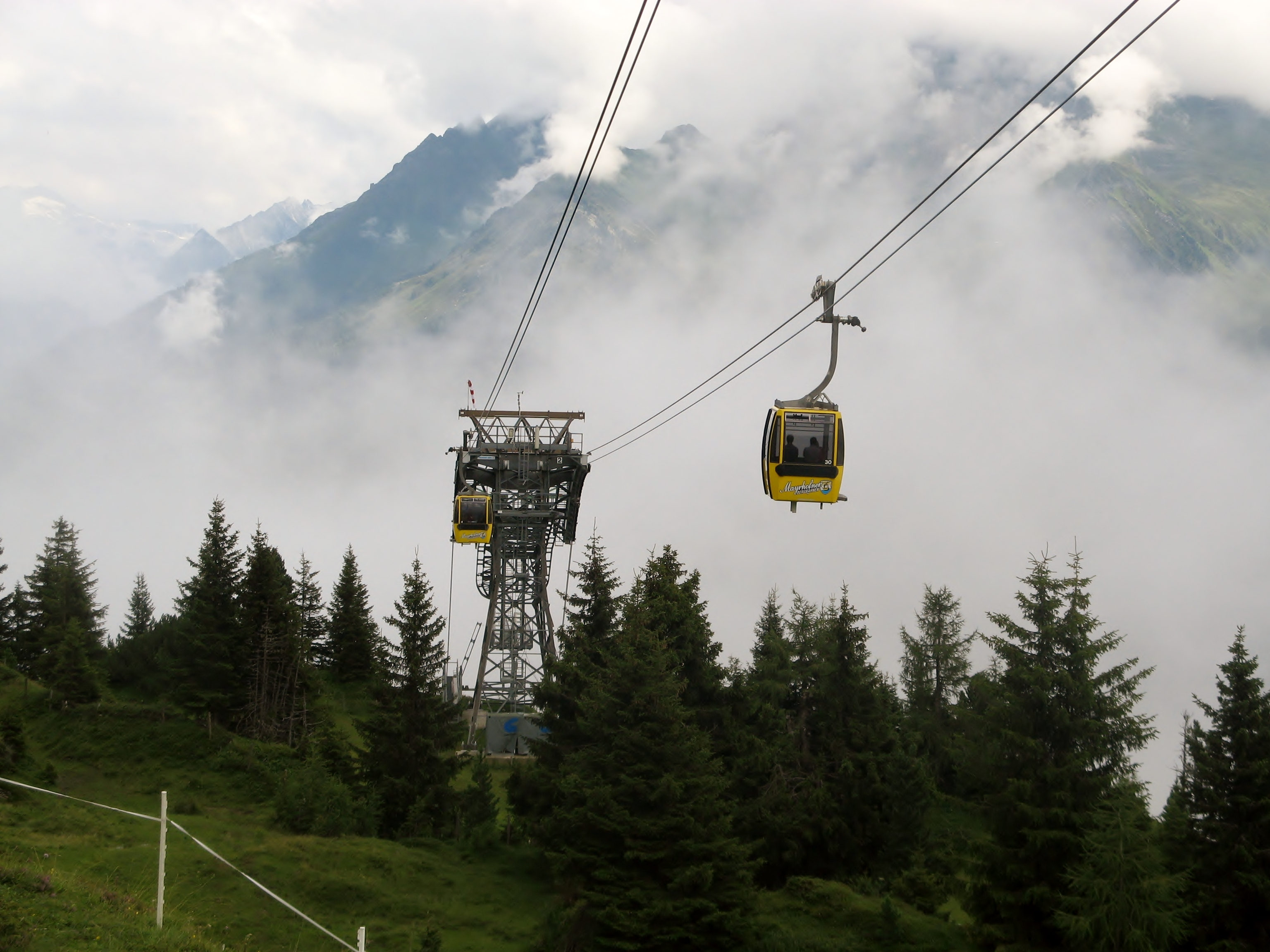
De Mayrhofner Penkenbahn nabij het bergstation.

De Mayrhofner Bergbahnen AG zijn onderdeel van Ski & Gletscherwelt Zillertal 3000. De onderneming onderhoudt en exploiteert 22 skiliften 76 kilometer aan pistes rond Mayrhofen en Hippach in het Zillertal. Alle pistes kunnen overigens besneeuwd worden, het grootste deel daarvan zelfs in drie dagen tijd. Het skigebied van Mayrhofen is opgedeeld in twee delen: de Ahorn en de Penken. Vanuit Mayrhofen kan men deze twee skigebieden bereiken via 2 kabelbanen: de Ahornbahn en de Penkenbahn. Daarnaast kan men het skigebied van de Penken ook bereiken met de Horbergbahn in Hippach

## Geschiedenis
De onderneming is al sinds 1953 actief, toen het de eerste kabelbaan in het Zillertal bouwde. De Penkenbahn was een zogenaamde pendelbaan en bracht toeristen vanaf het centrum van Mayrhofen en via een middenstation naar de Penken op bijna 1800 meter. In 1995 heeft men deze oude pendelbaan vervangen door een gondelbaan met twee kabels, die werd gebouwd door Waagner Biro. Deze werd in 2015 weer vervangen door een moderne gondelbaan met drie kabels.
De andere lift vanuit Mayrhofen, de Ahornbahn, is in 2006 vervangen. De oude pendelbaan (gebouwd in 1968) voldeed niet meer aan de eisen van tegenwoordig en besloten werd tot sloop van de oude lift en nieuwbouw van een nieuwe pendelbaan. De nieuwe Ahornbahn is de grootste pendelbaan in Oostenrijk en in elke cabine kunnen 160 personen plaatsnemen, tien personen meer dan de toenmalig grootste pendelbaan van Oostenrijk: de 150er Tux (deze staat in Finkenberg, eveneens in de Ski & Gletscherwelt Zillertal 3000). De capaciteit is maximaal 1200 personen per uur in elke richting.

## Lijst van kabelbanen
Dit is een lijst van kabelbanen onder beheer van Mayrhofner Bergbahnen, met het type en het jaar van de opening.
- Penkenbahn 42-PB, 1953 tot de winter van 1994/1995
- Penken ESL, 1958 , vervangen
- Ahornlift I 2-SL, 1968 , vervangen door de 8KSB Ahorn
- Ahornbahn 50-PB, 1968 , vervangen in 2006 door de nieuwe Ahornbahn
- Filzenlift 2-SL, 1969
- Ahorn-Übungslift 1-SL, 1970
- Penken DSB, 1971 , vervangen door de Penken Express
- Ahornlift II 2-SL, 1973 , vervangen door de 8KSB Ahorn
- Penken-Kuli 1-SL, 1973
- Knorren DSB, 1980 , vervangen door de 6KSB Knorren
- Lärchwald DSB, 1983 , vervangen in 1991 maar is opnieuw opgebouwd op de Ahorn
- Schafskopf DSB, 1984
- Moosbodenlift 2-SL, 1987
- Tappenalmbahn DSB, 1987 , vervangen door de 8KSB Tappenalm
- Filzenalmlift 1-SL,1987
- Mittertrettlift 2-SL, 1987
- Lärchwald Express 4KSB, 1991 , verving de oude DSB, DSB gedeeltelijk opgebouwd als Ebenwald, gedeeltelijk herbruikt.
- Ebenwald DSB, 1991 , bestaat uit de onderdelen van de oude DSB Lärchwald
- Penkenbahn 15ZUB, 1995 , verving de oude Penkenbahn uit 1953, tot 2014.
- Sunjet 4KSB, 1997, verving een sleeplift
- Penken-Express 6KSB, 1998, verving een DSB,
- Horbergbahn 8EUB, 2000, verving de oude 4EUB Horbergbahn, maar delen van de oude baan bleven voort bestaan
- Schneekarbahn 6KSB, 2001, verving een oude DSB
- Unterbergalmbahn 6KSB, 2001, verving een oude DSB
- Babylift 2-SL, 2001, nieuwe lift ter vervanging oude sleeplift
- Tappenalmbahn 8KSB, 2003, verving de oude DSB Tappenalmbahn
- Knorren 6KSB, 2003, verving de oude DSB Knorren maar de nieuwe lift loopt aan de westkant van de Knorren
- Gerent 6KSB, 2005, verving de oude DSB Gerent
- Ahornbahn 160-PB, 2006, verving de in 1968 gebouwde Ahornbahn, grootste pendelbaan van Oostenrijk
- Ahorn 8KSB, 2007, verving de twee oude sleepliften Ahorn I & II
- Kombibahn Penken 10/8KCB, 2010, verving de oude 3SB Penken. Heeft ander tracé rechts van de oude lift
- Penkenbahn 32DUB, 2015 , vervangt de oude Penkenbahn uit 1995.

KSB staat voor 'Koppelbare stoeltjeslift', PB staat voor 'Pendelbaan', ESL voor 'Een persoons stoeltjeslift', DSB voor 'Tweepersoons stoeltjeslift, EUB voor 'cabinebaan', ZUB voor 'dubbelkabelbaan' en DUB voor 'driekabelgondelbaan'.